# Barisal (zila)
Barisal, officiële spelling sinds april 2018 Barishal District, is gelegen in het centrale zuiden van Bangladesh. Het is een van de zes districten (zila's) in de gelijknamige divisie Barisal. Van 1797 tot 1947 was de naam Bakerganj district. Hoofdstad is de Barisal, de negende stad van het land - eveneens de hoofdstad van de divisie Barisal.
Volgens de telling van 2011 bedroeg de bevolkingsgrootte van het district Barisal 2.324.310 personen, waarvan 1.187.100 vrouwen en 1.137.210 mannen. Het aandeel plattelandsbewoners was 77,67 % en het stedelijke deel 22,33%. De geletterdheid bedroeg 61,24% voor de bevolking van 7 jaar en ouder, waarbij mannen en vrouwen vrijwel hetzelfde scoorden. In 2022 was de bevolking toegenomen tot 2.570.450 inwoners.

## Upazila’s
Barisal is onderverdeeld in de volgende subdivies, zogeheten Upazila’s (voorheen Thana's):
1. Agailjhara Upazila
2. Babuganj Upazila
3. Bakerganj Upazila
4. Banaripara Upazila
5. Barisal Sadar Upazila
6. Gournadi Upazila
7. Hizla Upazila
8. Mehendiganj Upazila
9. Muladi Upazila
10. Wazirpur Upazila

Deze subdivisies zijn op hun beurt verdeeld in 86 Union Parishads (dorpsraden) en 1175 dorpen.